# Universitätsplatz (Bozen)
Der Universitätsplatz (italienisch Piazza dell'Università) ist ein Platz in der Südtiroler Landeshauptstadt Bozen. Im Stadtzentrum gelegen, bildet er eine annähernd quadratische Freifläche vor dem Hauptgebäude der 1997 begründeten Freien Universität Bozen, der er auch seine Namengebung verdankt.
2016/17 wurde der Platz dank der Pflanzung von Zierkirschbäumen und der Platzierung von halbkreisförmigen Sitzbankelementen auf Initiative der Südtiroler Landesverwaltung einladender gestaltet.
Auf Initiative der Fakultät für Design und Künste und der Stadtgemeinde Bozen wurde 2024 mittig am Platz die in den Boden eingelassene Medienfläche „Stage of Light“ als antifaschistisches Mahnmal errichtet, das an den Widerstand der Geschwister Hans und Sophie Scholl gegen den Nationalsozialismus erinnert.